# Ewa Jasiewicz
Ewa Jasiewicz (ur. w 1978 w Londynie) – brytyjska dziennikarka polskiego pochodzenia, działaczka na rzecz obrony praw człowieka.
Urodziła się w rodzinie polskich emigrantów z armii Andersa. Ukończyła antropologię w Goldsmith College, obecnie zajmuje się działalnością społeczną i dziennikarstwem jako wolny strzelec. Była jedną z nielicznych zachodnich dziennikarek obecnych w Strefie Gazy podczas izraelskiego ataku na przełomie lat 2008 i 2009, znanego pod nazwą „Płynny ołów”. Jej reportaże z Iraku i Palestyny ukazywały się m.in. w Guardianie, The Daily Telegraph, The Independent i Le Monde Diplomatique. Brała udział w konwoju do Strefy Gazy z pomocą humanitarną zaatakowanym 31 maja 2010 r. przez izraelskich komandosów, w którym zginęło dziewięciu działaczy na rzecz obrony praw człowieka, a około 20 zostało rannych. Jest autorką książki „Podpalić Gazę”.